# Чемпионат мира по самбо 2022
Чемпионат мира по самбо 2022 года проходил 11—13 ноября в городе Бишкек (Кыргызстан). Сборные команды России и Белоруссии выступали под флагом Международной федерации самбо (ФИАС). Команда Франции не подвергалась никаким санкциям, но также выступала под флагом ФИАС.

## Медалисты

### Мужчины
| Весовая категория | Золото                           | Серебро                              | Бронза                                                          |
| ----------------- | -------------------------------- | ------------------------------------ | --------------------------------------------------------------- |
| до 58 кг          | Саян Хертек · Россия             | Кайырберды Айдынбай · Казахстан      | Борислав Янаков · Болгария Достон Рузиев · Узбекистан           |
| до 64 кг          | Мухаммет Коссеков · Туркменистан | Элвин Багиров · Азербайджан          | Максим Манукян · Армения Сардор Олимджонов · Узбекистан         |
| до 71 кг          | Шамиль Зилфикаров · Россия       | Феликс Уланбеков · Кыргызстан        | Какаделди Ягенбаев · Туркменистан Арнур Куятай · Казахстан      |
| до 79 кг          | Станислав Скрябин · Россия       | Бегенч Балтаев · Туркменистан        | Давадоржийн Тумурхулэг · Монголия Иван Харьков · Болгария       |
| до 88 кг          | Рябов Сергей · Россия            | Давид Григорян · Армения             | Асульбек Уулу Жамальбек · Кыргызстан Паата Гвиниашвили · Грузия |
| до 98 кг          | Антон Коновалов · Россия         | Давид Лориашвили · Грузия            | Иосиф Симин · Израиль Гуванч Бегалиев · Туркменистан            |
| свыше 98 кг       | Бекболот Токтогонов · Кыргызстан | Дамдинсурэнгийн Пурэвдорж · Монголия | Батыр Ходжамухаммедов · Туркменистан Антон Брачёв · Россия      |

### Женщины
| Весовая категория | Золото                                 | Серебро                       | Бронза                                                       |
| ----------------- | -------------------------------------- | ----------------------------- | ------------------------------------------------------------ |
| до 50 кг          | Гуэдез Мария Амуюлина команда беженцев | Анфиса Капаева · Беларусь     | Екатерина Хасанова · Россия Луизиана Сампос · Венесуэла      |
| до 54 кг          | Алёна Купава · Беларусь                | Елизавета Сыщикова · Россия   | Мария Гуэдез · Венесуэла Гулдана Алмуханбетова · Казахстан   |
| до 59 кг          | Светлана Уварова · Россия              | Саша Бувалда · Нидерланды     | Лаура Форнье · Франция Яна Биханская · Беларусь              |
| до 65 кг          | Карина Черевань · Россия               | Сэм Ван Дун · Нидерланды      | Мухлисахон Кадирберганова · Узбекистан Анда Валвои · Румыния |
| до 72 кг          | Олеся Посылкина · Россия               | Ольга Малека · Румыния        | Анжела Жилинская · Беларусь Дилдаш Курушбаева · Казахстан    |
| до 80 кг          | Дарья Речкалова · Россия               | Светлана Тимошенко · Беларусь | Екатерина Москалёва · Румыния Лея Катерина Гобек · Сербия    |
| свыше 80 кг       | Елена Кебадзе · Грузия                 | Анжела Гаспарян · Россия      | Аларым Абенова · Казахстан Лейдж Ларунье · Франция           |

### Боевое самбо
| Весовая категория | Золото                          | Серебро                                    | Бронза                                                      |
| ----------------- | ------------------------------- | ------------------------------------------ | ----------------------------------------------------------- |
| до 58 кг          | Гантумур Баяндуурен · Монголия  | Лутфилла Сайдаматов · Узбекистан           | Мухтар Гамзаев · Россия Мирас Уалиев · Казахстан            |
| до 64 кг          | Шейх-Мансур Хабибулаев · Россия | Велимурад Влхасов · Бахрейн                | Саиак Бараканов · Кыргызстан Евгений Михно · Беларусь       |
| до 71 кг          | Тариель Аббасов · Израиль       | Ассат Анарбаев · Казахстан                 | Эмиль Незиров · Болгария Стефан Зупарик · Сербия            |
| до 79 кг          | Даирбек Каруяев · Кыргызстан    | Ассульбек Смалов · Казахстан               | Шерзодбек Исмонов · Узбекистан Иван Ложкин · Россия         |
| до 88 кг          | Саид Саидов · Россия            | Евгений Алексеевич · Беларусь              | Айбек Саметаев · Казахстан Еркебай Уулу Бектен · Кыргызстан |
| до 98 кг          | Виктор Немков · Россия          | Вульфман Кисишвили Израиль Давид · Израиль | Райхан Мади · Казахстан Роман Дамию · Беларусь              |
| свыше 98 кг       | Сослан Джанаев · Россия         | Паша Хархачаев · Бахрейн                   | Халед Заки · Египет Бабаджан Ивадуллаев · Туркменистан      |